# دماغه لوپاتکا

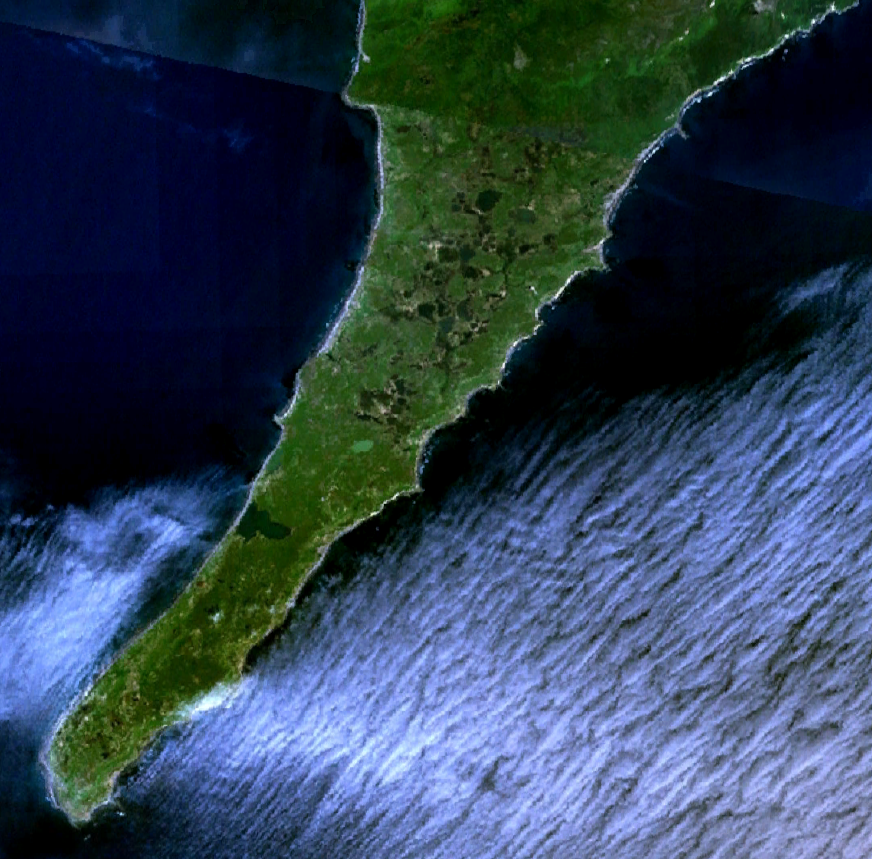
تصویر ماهواره‌ای از دماغه لوپاتکا

دماغه لوپاتکا (به روسی: мыс Лопатка) نام یک دماغه در جنوبی‌ترین نقطه شبه‌جزیره کامچاتکا در روسیه است. منطقه مسکونی سمنووکا در جنوبی‌ترین نقطه این دماغه قرار دارد. این دماغه در حدود ۱۱ کیلومتری شمال شومشو، شمالی‌ترین جزیره جزایر کوریل قرار دارد. دماغه لوپاتکا همچنین به‌عنوان شمالی‌ترین منطقه سکونت قوم آینو شناخته می‌شود.
در سال ۱۷۳۷، بالاترین سونامی دماغه لوپاتکا در ارتفاع ۶۴ متری ثبت شد که شبه‌جزیره را درنوردید.